# Exarca
O exarca ou exarco (em grego clássico: ἔξαρχος; romaniz.: exarchos) era a autoridade bizantina que governava a península Itálica ou a África, na qualidade de  representante do imperador do Oriente, após a queda do Império Romano do Ocidente. O cargo foi instituído pelo imperador Maurício, em fins do século VI, como uma reação ao enfraquecimento da autoridade imperial em regiões mais distantes do poder central, e unificava as funções civis e militares do governo da província numa mesma pessoa. O território governado pelo exarca chamava-se exarcado. Os bizantinos instituíram dois exarcados, o de Ravena e o de Cartago.
Nas Igrejas cristãs orientais (ortodoxas, ortodoxas orientais e católicas orientais), o termo "exarca" possui dois sentidos distintos: o substituto de um patriarca ou o bispo que detém autoridade sobre outros bispos sem que seja um patriarca (ou seja, um cargo entre o de patriarca e o de metropolita); e o bispo nomeado para um grupo de fiéis que não é ainda suficientemente amplo ou organizado para constituir uma eparquia ou diocese (ou seja, um cargo equivalente ao de vigário apostólico).

## Etimologia
O termo vem do grego ἔξαρχος [eksárkhos], "chefe, pontífice máximo, comandante militar", por intermédio do latim exarchus, "representante dos imperadores do Oriente na Itália".

## Uso eclesiástico moderno

### Igrejas Ortodoxas
Na Igreja Ortodoxa, atualmente, exarca é a autoridade imediatamente inferior à de patriarca, com jurisdição episcopal. Usam este título altos prelados: um inspetor de mosteiro, um representante do patriarca ou, em muitos casos, aquele que governa uma igreja no exterior por conta do Patriarcado. Os ortodoxos sérvios, romenos, búlgaros e outros têm, todos, um exarcado nos Estados Unidos. O exarca do patriarcado de Jerusalém recebe o título de "Exarca do Santo Sepulcro".

### Igrejas Católicas Orientais
O título eclesiástico de exarca desapareceu da Igreja Católica latina, havendo sido substituído pelo cargo de "primaz" ou "vigário apostólico". Porém, nas Igrejas Católicas Orientais sui iuris, o título eclesiástico de exarca ainda é usado. 
Neste caso, o exarca apostólico é um bispo de uma Sé titular ao qual o Bispo de Roma entregou uma Igreja particular local de determinada área que não tenha o nível de eparquia e que se encontre fora do território original da Igreja oriental sui iuris. Assim, o cargo de exarca apostólico corresponde ao de vigário apostólico no rito latino. Tais exarcas estão diretamente sujeitos à Santa Sé, com supervisão limitada ou diminuta por parte do Patriarca, Arcebispo Maior, Metropolita ou Eparca da Igreja Oriental em causa.
Um exarca apostólico também pode ser o hierarca (ou chefe) de uma Igreja oriental sui iuris (ex: Igreja Greco-Católica Macedónica, Igreja Católica Búlgara) e uma Igreja oriental sui iuris pode ser unicamente constituída por exarcados apostólicos (ex: Igreja Católica Bizantina Grega, Igreja Católica Bizantina Russa).
Os patriarcas, arcebispos maiores ou metropolitas das Igrejas Católicas Orientais também podem nomear exarcas (nem sempre bispos). Tais exarcas patriarcais ou arquiepiscopais estão limitados ao território tradicional de sua Igreja autônoma. Podem ser sufragâneos de uma arquidiocese ou arquieparquia da Igreja Oriental, ou estar sujeitos diretamente a um patriarca ou arcebispo maior ou metropolita.